# Неджати Джумалъ
Неджати Джумалъ (на турски: Necati Cumalı) е турски поет, писател и драматург.

## Биография
Джумалъ е роден през 1921 година в Лерин (Флорина), Гърция. Семейството му напуска родния му град през 1923 година в резултат на обмена на население между Турция и Гърция след Гръцко-турската война и се заселва в Урла, в близост до Измир (Смирна). Джумалъ израства в Урла, учи в Измир, след което завършва юридическия факултет на Анкарския университет. Още като студент започва да пише поезия и произведенията му са публикувани през 40-те в известните турски литературни списания „Варлък“ („Varlık“) и „Сервет-и Фюнун“ („Servet-i Fünun“). В края на 40-те, докато служи в армията, Джумалъ започва да пише и къси разкази, в които се усеща силното влияние на друг известен турски писател – Сабахатин Али. Джумалъ умира на 10 януари 2001 в Истанбул.

## Произведения
Джумалъ е автор на около 15 стихосбирки и още толкова сборници с къси разкази и новели, както и пиеси.
Едно от най-известните му произведения е новелата „Сухо лято“ (Susuz Yaz), по която през 1964 година режисьорът Метин Ерксан заснема филм с участието на Хюла Кочигит и Ерол Таш, спечелил Златна мечка на Берлинския филмов фестивал. Друг известен роман на Джумалъ е „Опустошени хълмове: Македония 1900“ („Viran Dağlar: Makedonya 1900“), в който той разказва историята на своето семейство, наследник на турски бейове от Джума. Романът е адаптиран сравнително свободно за телевизионен филм от режисьора Мишел Фавар през 2001 под заглавието „Последният господар на Балканите“ („Le dernier Seigneur des Balkans“).